# Русалочка (мультфильм, 1989)
«Руса́лочка» (англ. The Little Mermaid, дословно переводится как «Маленькая морская дева» или «Маленькая русалка») — американский анимационный музыкальный фэнтезийный фильм 1989 года, снятый студией Walt Disney Feature Animation и выпущенный студией Walt Disney Pictures. Он 28-й полнометражный мультфильм Disney.
Является вольной экранизацией одноимённой сказки Ханса Кристиана Андерсена. Фильм рассказывает историю принцессы-русалочки по имени Ариэль, которая мечтает стать человеком и влюбляется в человеческого принца по имени Эрик, что заставляет её заключить волшебную сделку с морской ведьмой Урсулой, чтобы самой стать человеком и быть рядом с возлюбленным. Режиссёрами и сценаристами выступили Джон Маскер и Рон Клементс, продюсерами — Маскер и Ховард Эшман, который также написал песни фильма с Аланом Менкеном. Менкен также написал музыку. Главные роли озвучивали Джоди Бенсон, Кристофер Дэниел Барнс, Пэт Кэрролл, Сэмюэл Э. Райт, Джейсон Марин, Кеннет Марс и Бадди Хэккетт.
Уолт Дисней планировал поместить историю в предлагаемый пакетный фильм, содержащий истории Андерсена, но отказался от проекта. В 1985 году, работая над мультфильмом «Великий мышиный сыщик» (1986), Клементс и Маскер решили экранизировать сказку и предложили её председателю Disney Studios Джеффри Катценбергу, который первоначально отказался из-за её сходства с предлагаемым продолжением фильма «Всплеск», но в конечном итоге одобрил её. Эшман вмешался и привёл Менкена. Под руководством Катценберга они создали структуру в бродвейском стиле с музыкальными номерами, когда сотрудники работали над мультфильмом «Оливер и компания». Катценберг предупредил, что фильм будет зарабатывать меньше, так как он понравится женщинам, но в конце концов он убедился, что это будет первый блокбастер Disney.
Мультфильм был выпущен 17 ноября 1989 года и получил положительные отзывы от критиков, хваливших анимацию, музыку и персонажей. Он также имел коммерческий успех, заработав 84 миллиона долларов в домашнем прокате во время его первоначального релиза и 235 миллионов долларов по всему миру за всё время. Наряду с мультфильмами «Великий мышиный сыщик» и «Кто подставил кролика Роджера», данная работа заняла своё место в истории за то, что она вдохнула жизнь в искусство анимационных фильмов Disney после нескольких неудач. «Русалочка» также ознаменовала начало эпохи, известной как «Ренессанс „Диснея“». Фильм получил две премии «Оскар» за лучшую музыку и лучшую песню («Under the Sea»).
Успех анимационной ленты привёл к медиафраншизе. В 2000 году было выпущено продолжение, посвящённое дочери Ариэль, Мелоди. В 2008 году вышел приквел. Первый фильм был адаптирован в мюзикл с книгой Дага Райта, а дополнительные песни Алана Менкена и нового поэта Гленна Слейтера увидели свет в 2007 году.
Другие производные работы и материалы, вдохновлённые фильмом, включают в себя музыкальную презентацию 2019 года, показанную на ABC в рамках «The Wonderful World of Disney», и киноадаптацию режиссёра Роба Маршалла, премьера которой состоялась 26 мая 2023 года.
В 2022 году мультфильм был выбран для сохранения в Национальном реестре фильмов США.

## Сюжет
Шестнадцатилетняя принцесса-русалка Ариэль недовольна подводной жизнью в Атлантике, фантастическом подводном царстве в Атлантическом океане. Она очарована человеческим миром. Вместе со своим лучшим другом камбалой Флаундером Ариэль собирает человеческие артефакты и хранит их в своем гроте. Она игнорирует предупреждения своего отца, царя Тритона, о том, что контакты между русалками и людьми под запретом. Однажды ночью Ариэль вместе с Флаундером и Себастьяном, крабом, который служит советником Тритона и придворным композитором, отправляется на поверхность океана, чтобы посмотреть празднование дня рождения принца Эрика на борту корабля. Ариэль влюбляется в Эрика, некоторое время наблюдая за ним. Внезапно налетает сильный шторм, разбивающий корабль и выбрасывающий Эрика за борт. Ариэль спасает Эрика и выносит его на берег. Она поет ему, но оставляет его, как только он приходит в сознание. Очарованный воспоминанием о ее голосе, Эрик клянется найти девушку, которая спасла его и пела ему, и предложить ей руку и сердце, Ариэль же клянется найти способ присоединиться к нему в его мире. Обнаружив изменения в поведении Ариэль, Тритон расспрашивает Себастьяна о этом и узнает о ее любви к человеческому принцу Эрику. Разгневанный Тритон по наводке Себастьяна отправляется в грот Ариэль и уничтожает всю ее коллекцию артефактов в ошибочной попытке защитить её. После того, как яростный, но терзаемый раскаянием Тритон уходит, мурены Флотсам и Джетсам приходят к Ариэль и предлагают ей посетить морскую ведьму Урсулу, дескать она может помочь. Урсула, будучи изгнанницей, давно наблюдала за царским семейством, ища способа вернуться в Атлантику. От безысходности, Ариэль решается пойти на сделку с морской ведьмой.
Урсула заключает сделку с Ариэль, чтобы превратить ее в человека на три дня в обмен на голос Ариэль, который Урсула помещает в медальон-ракушку. В течение этих трех дней Ариэль должна получить от Эрика «поцелуй истинной любви». Если Ариэль заставит Эрика поцеловать ее до заката третьего дня, она навсегда останется человеком. В противном случае она превратится в русалку и будет принадлежать Урсуле, как и все те, кто заключал с ней сделки до неё. Ариэль соглашается, Флаундер и Себастьян наблюдают ее превращение и поднимают ее на поверхность. Эрик находит Ариэль на пляже и ведет ее в свой замок. На минуту он даже подозревает, что встретил ту самую девушку, однако Ариэль — немая, а он помнит, что его спасительница пела. Тем не менее, Эрик всё же влюбляется в Ариэль, и в конце второго дня они почти целуются, но им мешают мурены Урсулы, которой успех Ариэль не нужен. Разъяренная и напуганная близким успехом принцессы, Урсула превращается в красивую молодую девушку и, появившись на берегу, она поет голосом Ариэль. Эрик узнает песню и идет встретить девушку, которая её поёт. Урсула представляется Ванессой и накладывает на Эрика гипнотические чары, чтобы заставить его забыть об Ариэль.
На следующий день Ариэль узнает, что Эрик женится на Ванессе. Скаттл, недалекая чайка (самец), который ранее пытался консультировать Ариэль по вопросам человеческой культуры, разгадывает истинную личность Ванессы и сообщает об этом Ариэль. Узнав, что невестой принца является ведьма Урсула, Ариэль с помощью Флаундера немедленно преследует свадебный корабль. Себастьян сообщает обо всем Тритону, а Скаттл срывает свадьбу, устроив погром на свадебном корабле с помощью различных морских животных. В хаосе медальон-ракушка Урсулы разбивается прямо у ног Ариэль, возвращая ей голос и разрушая чары Урсулы над Эриком. Осознав, что Ариэль — это девушка, которая спасла ему жизнь, Эрик спешит поцеловать ее, но солнце садится, и отведенное время истекает. Ариэль снова превращается в русалку, а Ванесса принимает свой прежний облик и утаскивает принцессу на дно. Тритон противостоит Урсуле и требует освобождения Ариэль, но сделка нерушима. По настоянию Урсулы Тритон соглашается занять место Ариэль в качестве пленника и отказывается от своего трезубца. Ариэль освобождается, а Тритон превращается в полип и теряет свою власть над Атлантикой. Добившись своей цели, Урсула объявляет себя властительницей семи морей, но прежде чем она успевает использовать трезубец, Эрик ранит её гарпуном. Начинается потасовка, в которой Урсула пытается убить Эрика с помощью трезубца, но из-за вмешательства Ариэль случайно убивает своих верных мурен. В неистовстве Урсула использует трезубец, чтобы вырасти до чудовищных размеров.
Ариэль и Эрик воссоединяются на поверхности, но гигантская Урсула восстает из океана и возвышается над ними. Имея полный контроль над океаном, Урсула вызывает ужасный шторм, который поднимает затонувшие корабли на поверхность. Когда Урсула собирается убить Ариэль, Эрик захватывает один из разбитых кораблей и убивает ведьму, пронзив ее бушпритом в живот. После смерти Урсулы её магия теряет свою силу — Тритон и другие пленники в саду Урсулы возвращаются к своим первоначальным формам. Понимая, что Ариэль действительно любит Эрика (к тому же спасшего её от гибели), Тритон решает пересмотреть своё отношение к людям и охотно превращает свою дочь в полноценного человека (на этот раз навсегда), благословляя их брак. Ариэль и Эрик празднуют свадьбу на корабле и уплывают. Друзья и семья Ариэль счастливо провожают их.

## Персонажи

### Ариэль
«Как мир, в котором созданы такие прекрасные вещи, может быть плох?» (англ. I don't see how a world that makes such wonderful things could be bad)— Ариэль
Ариэль — принцесса подводного королевства Атлантики, самая младшая из дочерей морского царя Тритона. Ей 16 лет. Очень сильно интересуется человеческими вещами, чего не одобряет её отец. Влюблена в принца Эрика.
Персонаж Ариэль был основан на русалочке из оригинальной сказки Андерсена, но сорежиссёр и сценарист Рон Клементс посчитал, что история слишком трагична и печальна, поэтому изменил сюжет её экранизации. Оригинальный дизайн Ариэль был разработан аниматором Гленом Кином, по словам которого, внешний вид героини был основан на его жене. Другим прообразом для внешности Ариэль стала актриса Алисса Милано, которой было в то время 16. Живой моделью для русалочки стала Шерри Стоунер. Движения волос Ариэль под водой были основаны на кадрах с первой американской астронавткой Салли Райд в космосе.

### Урсула
«Дочь Тритона станет моей. Как он будет страдать! Наконец-то я поймаю его на крючок!» (англ. Triton's daughter will be mine, and then I'll make him writhe. I'll see him wriggle like a worm on a hook!)— Урсула
Урсула — злобная морская ведьма, по сути, тоже русалка, но вместо рыбьего хвоста у неё тело осьминога. Её главная цель — захватить власть над Атлантикой. Урсула живёт на глубине океана, в пещере, напоминающей скелет морского змея. Владеет целым садом полипов, которые ранее были представителями подводного народа, заключившими с ней сделки.
Изначально, анимацией Урсулы должен был заняться Глен Кин, из-за своего умения рисовать большие и мощные фигуры вроде медведя из мультфильма «Лис и пёс» или профессора Рэтигана из «Великого мышиного сыщика», но вскоре, он был заменён другим аниматором, Рубеном Аквино. Сама Урсула изначально задумывалась как русалка, затем её изменили, и она стала похожа на «рыбу-льва» или «рыбу-скорпиона».
Но однажды Мэттью О’Каллаган, работавший над раскадровкой фильма, просмотрев подводные съёмки осьминогов, предложил изобразить Урсулу с щупальцами осьминога вместо ног. Таким образом, суть морской ведьмы заключается в том, чтобы ловить и не отпускать своих жертв. Если они думают, что у них есть шанс на спасение, они просто не знают, с кем имеют дело.
Главным вдохновением для создания Урсулы послужил сценический образ певца-травести Дивайна. Прототипами для злодейки также послужили мадам Медуза из мультфильма «Спасатели» (1977), Норма Десмонд и актриса Пэт Кэрролл, подарившая героине свой голос. Урсула также стала прототипом для создания Аида, главного злодея из мультфильма «Геркулес» (1997).

## Озвучивание
| Персонаж                                              | Исполнитель                          | Аниматор(ы)                         | Тип                                     |
| ----------------------------------------------------- | ------------------------------------ | ----------------------------------- | --------------------------------------- |
| Ариэль                                                | Джоди Бенсон                         | Глен Кин, Марк Хенн, Джеймс Бакстер | Положительный                           |
| Принц Эрик                                            | Кристофер Дэниел Барнс               | Мэттью О’Каллаган                   | Положительный                           |
| Урсула                                                | Пэт Кэрролл                          | Ник Раньери, Рубен Аквино           | Отрицательный                           |
| Флотсам                                               | Пэдди Эдвардс                        |                                     | Отрицательный                           |
| Джетсам                                               | Пэдди Эдвардс                        |                                     | Отрицательный                           |
| Скаттл                                                | Бадди Хэккетт                        | Рик Фармило                         | Положительный                           |
| Флаундер                                              | Джейсон Марин                        | Дэвид Пруиксма                      | Положительный                           |
| Царь Тритон                                           | Кеннет Марс                          | Андреас Дежа                        | Положительный                           |
| Карлотта                                              | Иди Макклёрг                         | Энтони ДеРоза                       | Положительный                           |
| Морской конёк                                         | Уилл Райан                           |                                     | Положительный                           |
| Угрюмус                                               | Бен Райт                             | Уилл Финн                           | Положительный                           |
| Себастьян                                             | Сэмюэл Э. Райт                       | Дункан Марджорибэнкс                | Положительный                           |
| Повар Луи                                             | Рене Обержонуа                       |                                     | Нейтральный, впоследствии положительный |
| дельфин • кит • морской чёрт • рыба-клоун (clownfish) | Брайан Каммингс (в титрах не указан) |                                     | Нейтральный                             |

## Создание
Мультфильм «Русалочка» изначально планировался стать одним из короткометражных анимационных фильмов из серии «Silly Symphonies» (с англ. — «Глупые симфонии»), причём с использованием виньеток сказок Ханса Кристиана Андерсена. Производство фильма началось в конце 1930-х годов, сразу после выхода мультфильма «Белоснежка и семь гномов», но вскоре было приостановлено из-за создания другого мультфильма студии Disney по мотивам сказки Андерсена «Гадкий утёнок» (1939).

## Русалочка: Мюзикл
Спустя 18 лет после выхода мультфильма, по его мотивам на Бродвее вышел мюзикл «Русалочка». Его премьера состоялась 3 ноября 2007 года, но мюзикл был временно закрыт 10 ноября 2007 года, в связи с забастовкой рабочих на Бродвее.
Изначально показ мюзикла должен был быть возобновлён 6 декабря 2007 года, но вскоре дата показа была перенесена на 10 января 2008 года.
В американской версии, Ариэль сыграли актрисы бродвейских мюзиклов, Сьерра Боггесс и Челси Морган Сток (в качестве замены для Боггесс). Оригинальная постановка Бродвея была закрыта 30 августа 2009 года, полтора года спустя выхода мюзикла, в основном из-за плохих отзывов.

### Российская постановка
15 марта 2012 года, компания «Стейдж Энтертейнмент» объявила о премьере российской постановки мюзикла «Русалочка».
На роль Ариэль в мюзикле была назначена актриса мюзиклов Наталия Быстрова, ранее сыгравшая Белль в мюзикле «Красавица и Чудовище». Премьера мюзикла состоялась 6 октября 2012 года в театре «Россия» на Пушкинской площади.
Премьеру посетили министр культуры РФ Владимир Мединский, многие российские звезды театра и кино, а также композитор студии Disney Алан Менкен, который написал для российской постановки «Русалочки» несколько новых композиций, таких как: «Папина дочурка», «Голос её», «На шаг ближе» и другие.
Музыкальный руководитель и главный дирижёр постановки — Мариам Барская. В связи с участием Мариам Барской в 2013 году в постановке компании «Стейдж Энтертейнмент» — мюзикла «Чикаго», главным дирижёром во втором сезоне является Ирина Оржеховская, работавшая ассистентом главного дирижёра в первом сезоне.

## Русский релиз
Русский релиз мультфильма в полном дубляже (включая вокальные партии) вышел в 2006 году, а сериал, выпущенный студией позже, уже был показан зрителям. Персонажи были озвучены известными российскими актёрами и исполнителями — это были Светлана Светикова, Томас Шлеккер, Алексей Иващенко, Анастасия Минцковская, Борис Клюев, Илья Хвостиков, Исмаил Зиядзаде, Игорь Ясулович и другие.

## Награды
Композитор мультфильма Алан Менкен получил за работу над мультфильмом премию «Оскар» в 1990 году в номинациях «Лучшая музыка» и совместно с Ховардом Эшманом «Лучшая песня» за «Under the Sea». В том же году за работу над фильмом Менкен получил премию «Грэмми» в номинации «Лучшая звукозапись для детей», а также за песню «Under The Sea» в номинации «Лучшая песня, написанная специально для кинофильма или телевидения».
Мультфильм завоевал премию «Золотой глобус» в номинациях «Лучшая песня», «Лучшая музыка к фильму» и выдвигался на «Золотой глобус» в номинации «Лучший фильм, комедия или мюзикл».

## Ремейк
В мае 2016 года Deadline Hollywood сообщил, что Disney решила перезапустить мультфильм в версию фильма с живыми актёрами. Три месяца спустя было объявлено, что Алан Менкен вернется в качестве композитора фильма и напишет новые песни вместе с Лин-Мануэлем Мирандой, который также будет совместно продюсировать фильм с Marc Platt Productions. К работе над проектом записались Линдсей Лохан и Крис Эванс. В декабре 2017 года сообщалось, что Роб Маршалл будет режиссёром, а Джейн Голдман будет писать сценарий. 3 июля 2019 года было объявлено, что роль самой Русалочки в фильме достанется афроамериканской артистке Холли Бэйли. В том же месяце было также объявлено, что Гарри Стайлс и Хавьер Бардем ведут переговоры, чтобы сыграть принца Эрика и царя Тритона соответственно. Тем не менее, к августу выяснилось, что Стайлс отказался от роли из-за того, что он сосредоточился на своей музыкальной карьере.
Позже, в сентябре, стало известно, что Кэмерон Каффе и Иона Хауэр-Кинг были двумя последними кандидатами на роль принца Эрика. В ноябре 2019 года Хауэр-Кинг был официально объявлен на роль Эрика. В октябре Дэйвид Диггс также объявил, что ведёт переговоры, чтобы озвучить Себастьяна. Производство «Русалочки» должно начаться в начале 2020 года, а дата выхода пока неизвестна.